# Chinda-Wasserfälle
Die Chinda-Wasserfälle (japanisch 沈堕の滝 Chinda-no-taki) bestehen aus zwei Wasserfällen in der japanischen Präfektur Ōita auf dem Gebiet der Stadt Bungo-Ōno. Sie befinden sich innerhalb des Takimi-Parks (滝見公園) und sind seit dem 26. Juli 2007 als nationaler Landschaftlich Schöner Ort registriert.

## Wasserfälle und Flüsse
Die Wasserfälle bestehen aus dem Odaki-Wasserfall (雄滝, „Männlicher Wasserfall“) am Ōno (大野川), mit einer Höhe von 17 m und einer Breite von 93 m, und dem Medaki-Wasserfall (雌滝, „Weiblicher Wasserfall“) am Zusammenfluss seines Nebenflusses des von Norden kommenden Hirai (平井川), mit einer Höhe von 18 m und einer Breite von 4 m. Oberhalb des Odaki-Wasserfalls mündet etwa 400 m flussaufwärts der Ogata (緒方川) in den Ōno, an dem sich wenige Kilometer flussaufwärts der Harajiri-Wasserfall befindet. Der Ōno, der am Sobo-san (祖母山) entspringt, fließt von den Chinda-Wasserfällen aus etwa 49 km weiter nach Nordosten, wo er bei der Großstadt Ōita in die Beppu-Bucht der Seto-Inlandsee mündet.
Zwei nahe beieinanderliegende Wasserfälle werden in Japan oft als „männlicher“ und „weiblicher“ Wasserfall bezeichnet, wobei in der Regel der größere Wasserfall der „männliche Wasserfall“ ist. Ein Beispiel mit umgekehrter Benennung sind die Shindō-Wasserfälle, die ebenfalls in der Präfektur Ōita liegen.

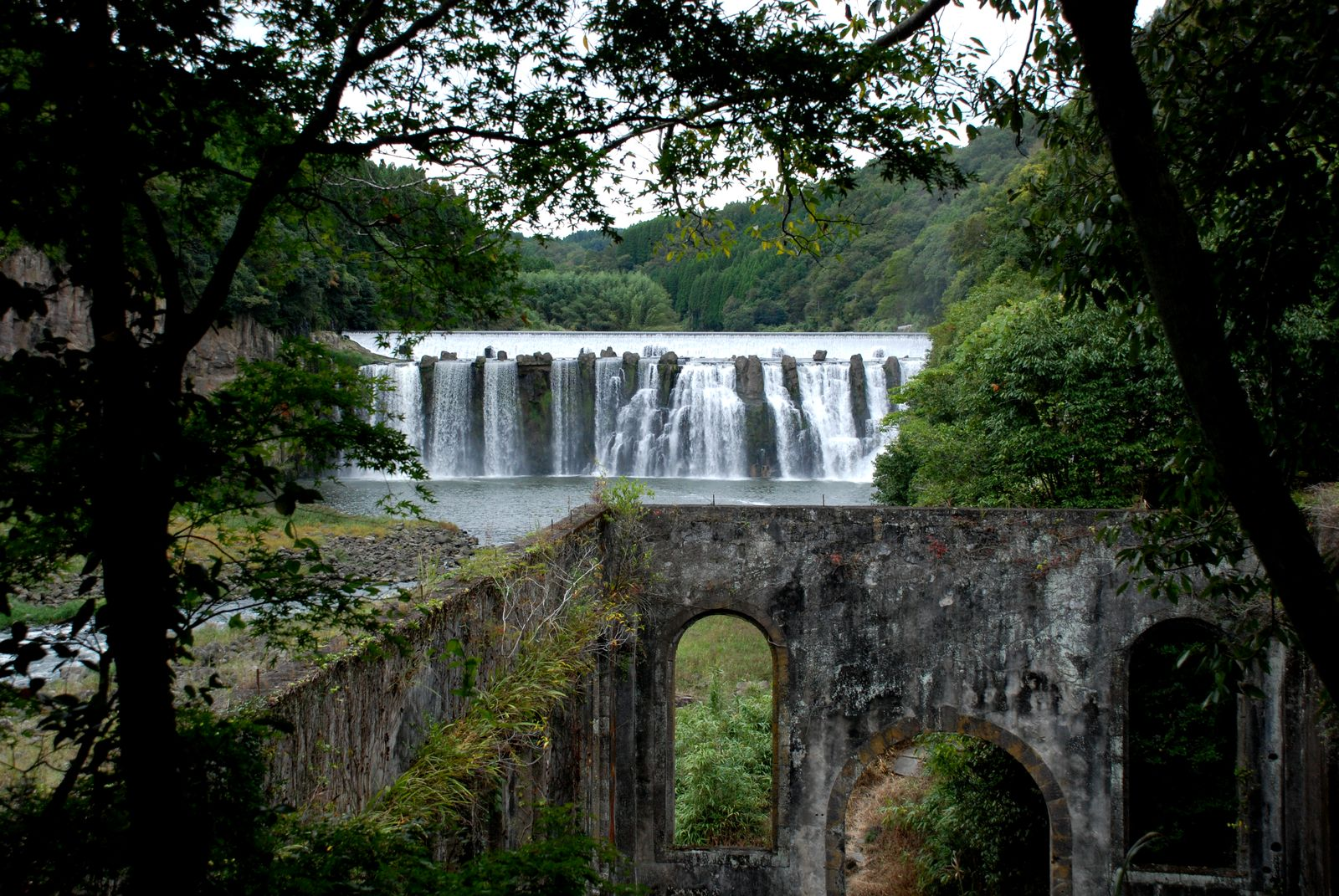
Odaki-Wasserfall
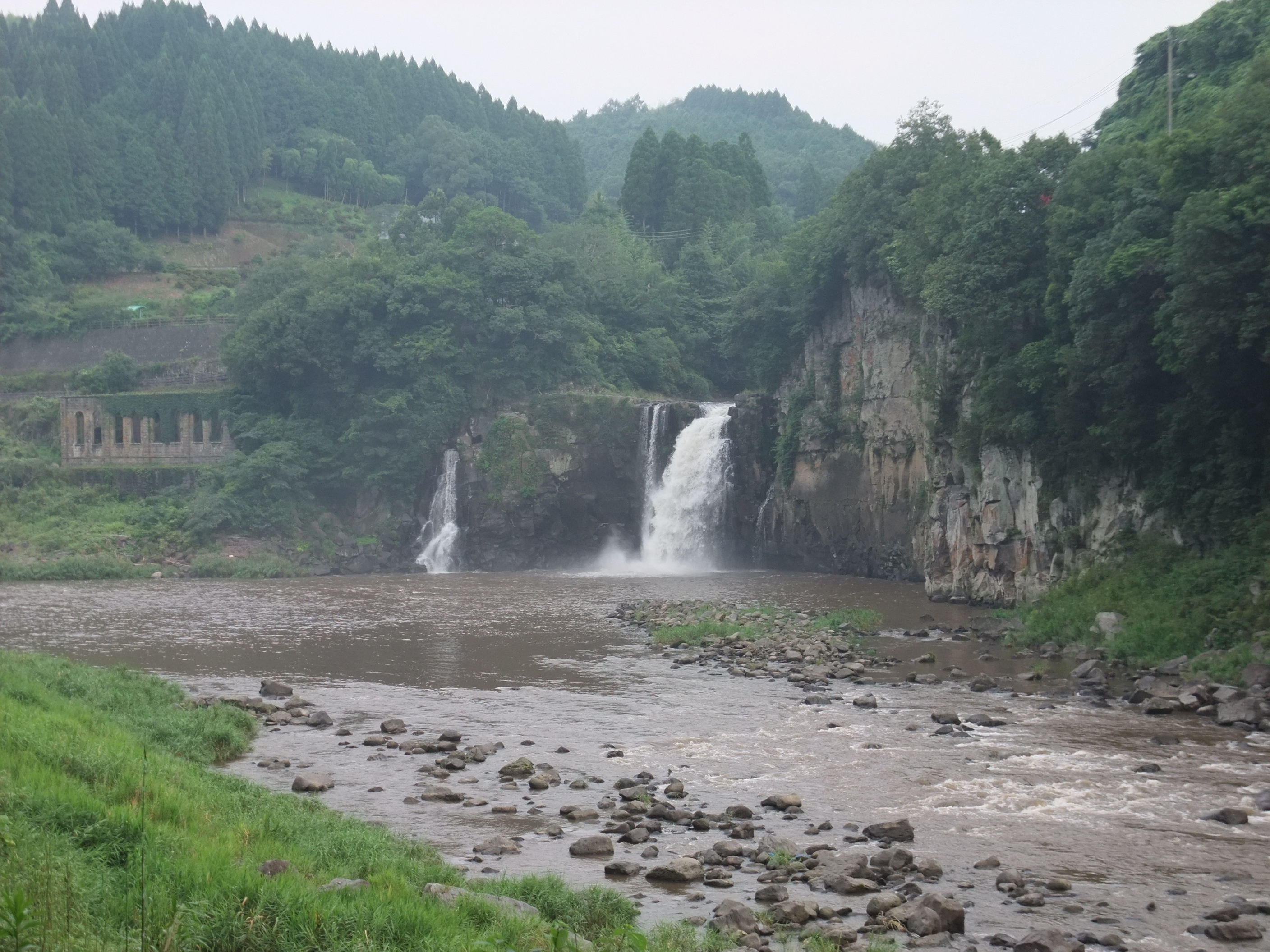
Medaki-Wasserfall

## Geologie
Der Ursprung der Chinda-Wasserfälle ist eng mit den pyroklastischen Strömen verbunden, die vor etwa 90.000 Jahren bei der „Supereruption“ des in der benachbarten Präfektur Kumamoto gelegenen Vulkans Aso auftraten. Die pyroklastischen Ströme bedeckten große Teile der Insel Kyūshū und häuften sich im Gebiet des Wasserfalls mit einer Dicke von mehreren zehn Metern auf, sodass die Felsen der Wasserfälle aus Tuff bestehen.

## Geschichte

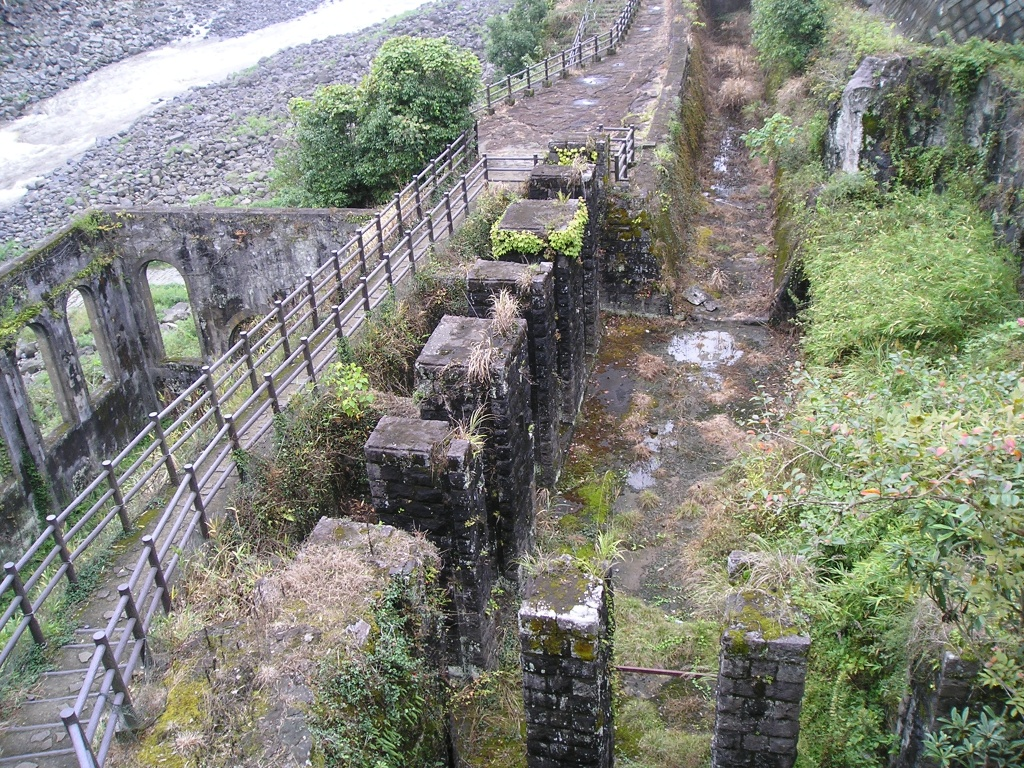
Überreste des Chinda-Wasserkraftwerks

Im 15. Jahrhundert fertigte Sesshū Tōyō ein Sumi-e (Tuschegemälde) der Wasserfälle an, das im 1803 fertiggestellten „Bungokokushi“, einer Chorographie der Provinz Bungo, erschien. Das Gemälde ging jedoch während des Großen Kantō-Erdbebens von 1923 verloren. Eine Kopie von Kanō Tsunenobu blieb im Nationalmuseum Kyōto erhalten. Die Wasserfälle wurden zudem in Gedichten aus der Edo-Zeit erwähnt. Es heißt, dass wenn im Oka-Han kein Gerichtsurteil gefunden werden konnte, der Angeklagte in das Wasserfallbecken getaucht wurde. Wenn er schwamm, wurde dies als göttliches Zeichen gesehen.

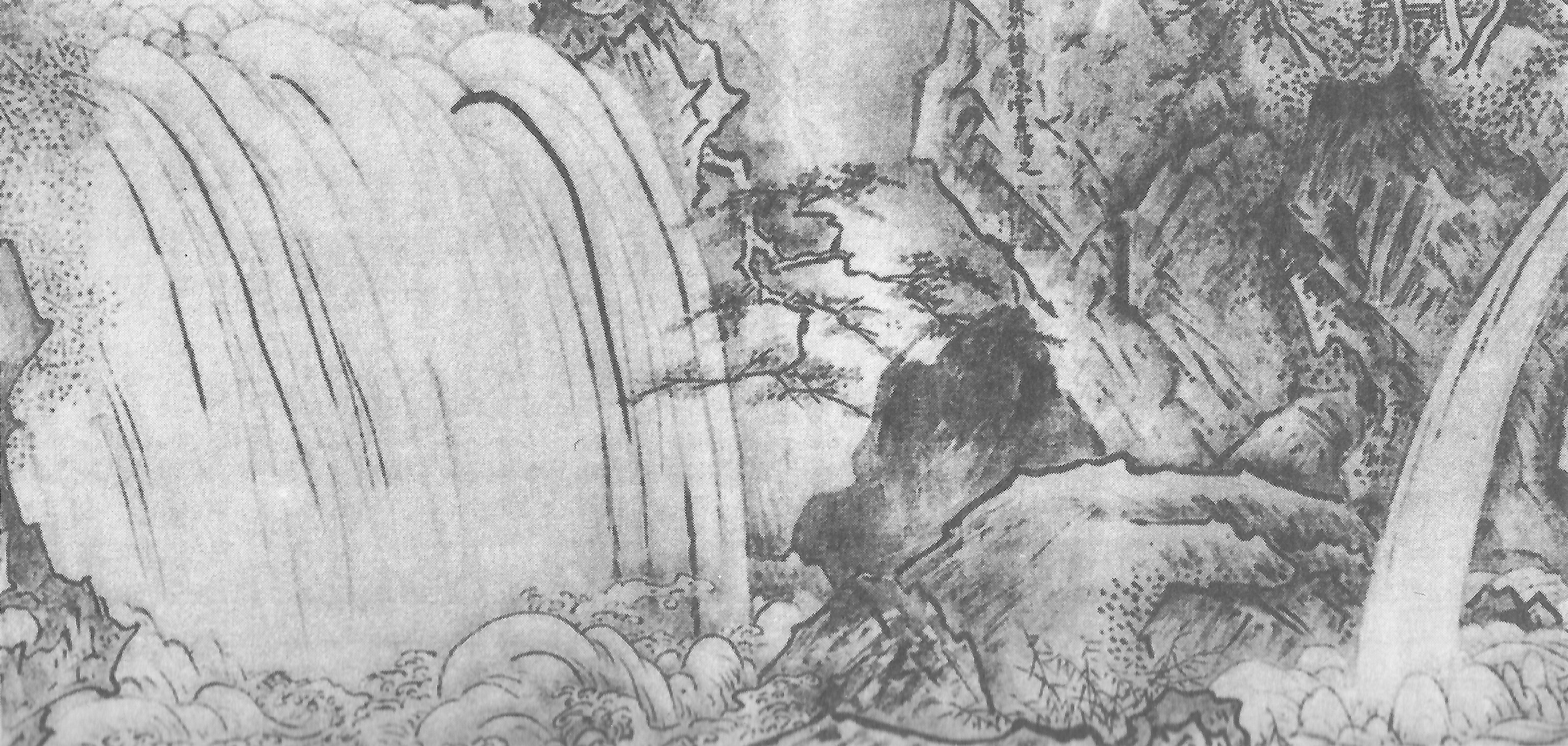
Sesshū Tōyōs Chinda-Wasserfälle (鎮田瀑図)

1909 wurde unmittelbar stromaufwärts des Wasserfalls ein Damm gebaut und zwischen dem Odaki- und Medaki-Wasserfall das Chinda-Wasserkraftwerk von einer Eisenbahngesellschaft für die Züge zwischen Ōita und Beppu errichtet. Heute sind nur noch Überreste der Mauern des Wasserkraftwerks erhalten. Im Juli 1990 brach bei Überschwemmungen ein Stück der Felswand des Odaki-Wasserfalls ab. Um die Sicherheit des darüber befindlichen Damms zu gewährleisten, wurde dieser bei Bauarbeiten 1996 verstärkt.
Ende Oktober, wenn die Reisernte endet, wird an den Wasserfällen das Sesshū-Fest abgehalten.